# Кыргызстан на летних Паралимпийских играх 2016
Кыргызстан на летних Паралимпийских играх 2016 года представили три спортсмена в двух видах спорта.

## Состав сборной
|   |                      |                 |                 |
| N | Спортчулар           | Спорттун түрү   | Спорттун багыты |
| 1 | Эсен Калиев          | Пауэрлифтинг    |                 |
| 2 | Жыргалбек Оросбаев   | Пауэрлифтинг    |                 |
| 3 | Арстанбек Базаркулов | Лёгкая атлетика |                 |